# 三ノ宮神社 (京都市西京区樫原)
三ノ宮神社（さんのみやじんじゃ）は、京都市西京区樫原杉原町にある神社である。社格は旧村社。なお西京区には、当社の他に三ノ宮神社・三宮神社を称する神社が複数あり、当社の隣接地には三ノ宮天満宮という神社も存在する。

## 祭神
- 酒解神
- 大山咋神
- 素盞嗚尊

## 歴史
この神社の創建年代等については不詳であるが、この神社には平安時代中期の武士源頼光に関連する言い伝えも残されている。

## 所在地
- 京都市西京区樫原杉原町12-1

## ギャラリー

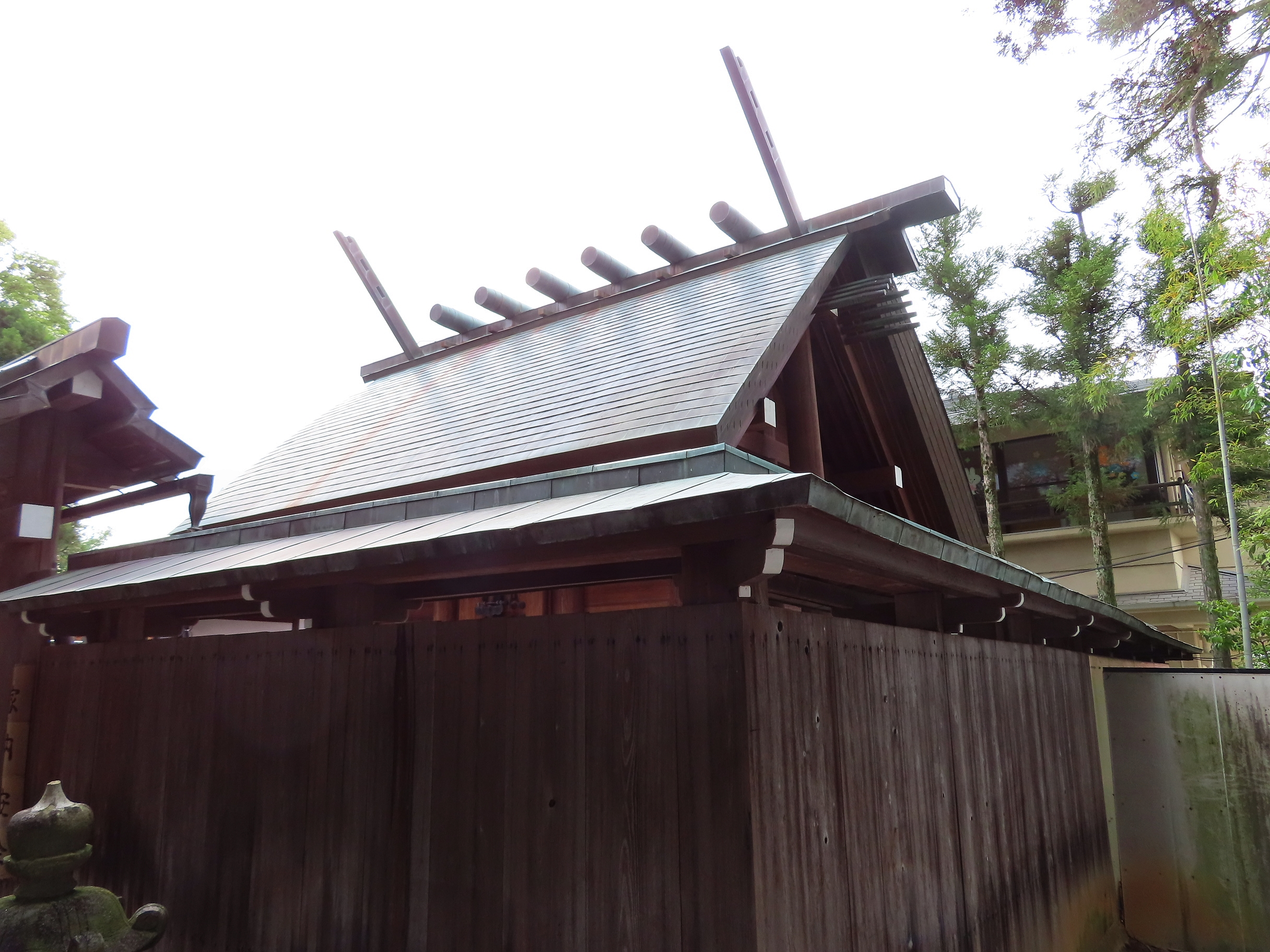
本殿
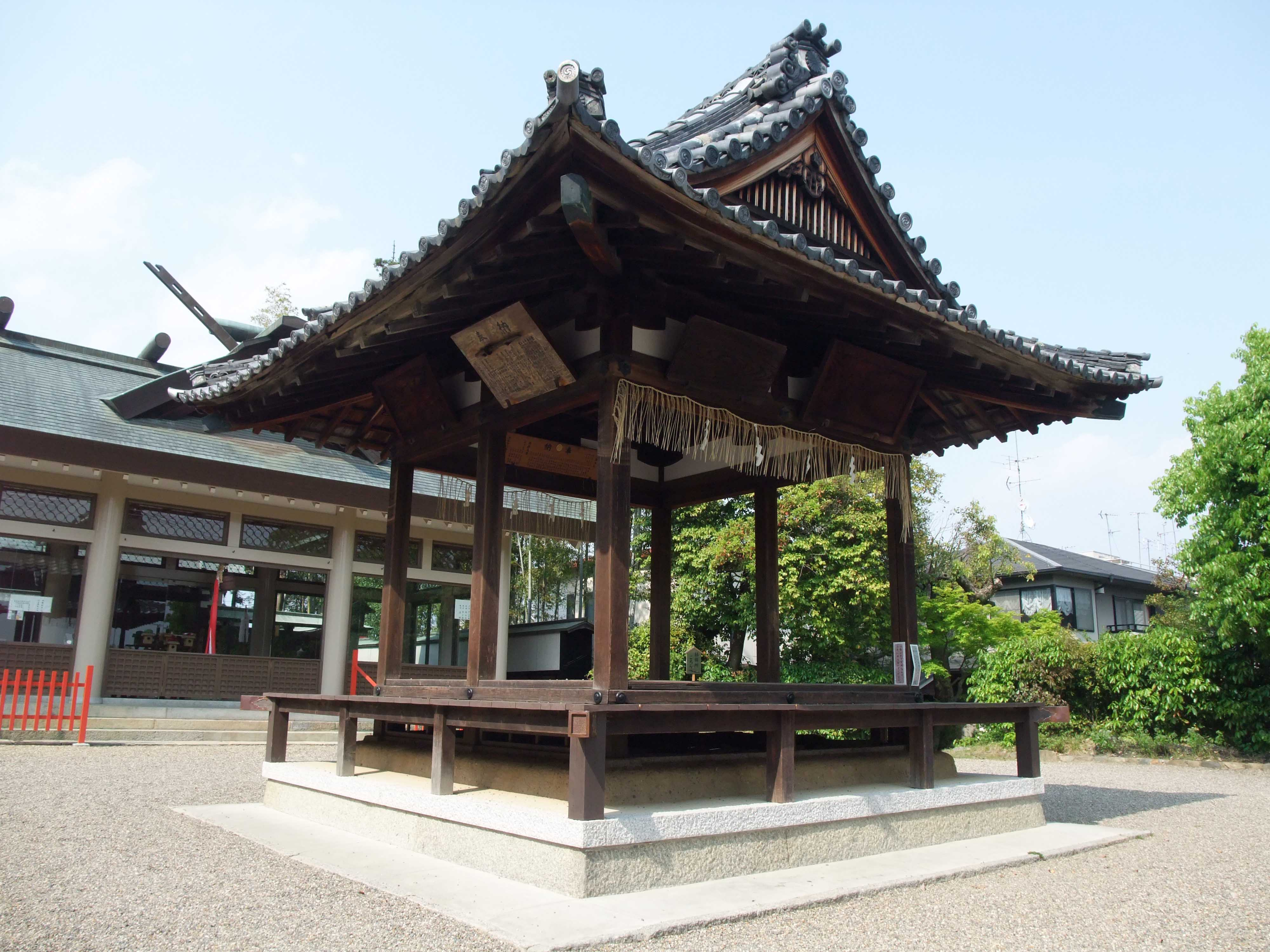
神楽殿
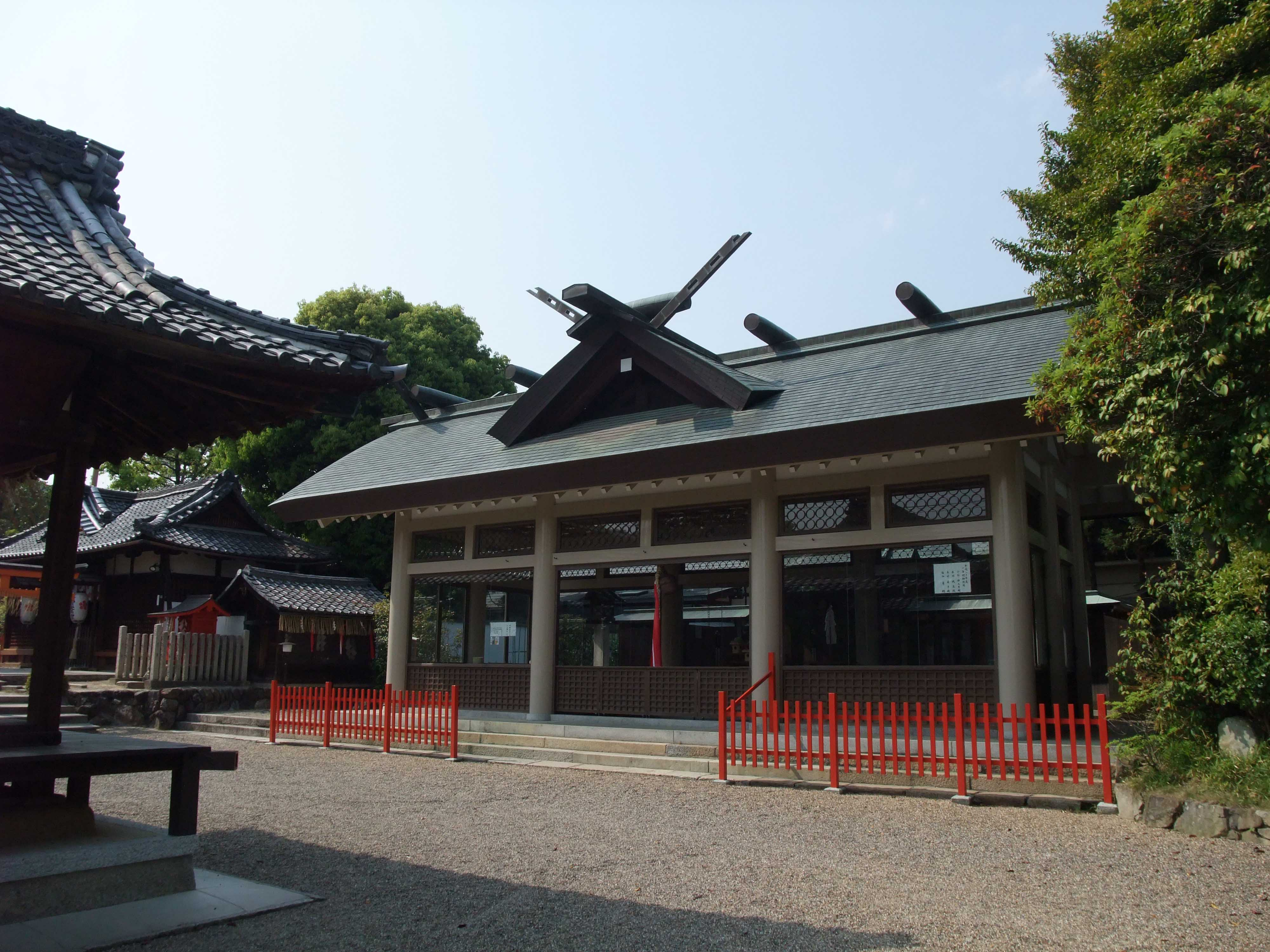
拝殿
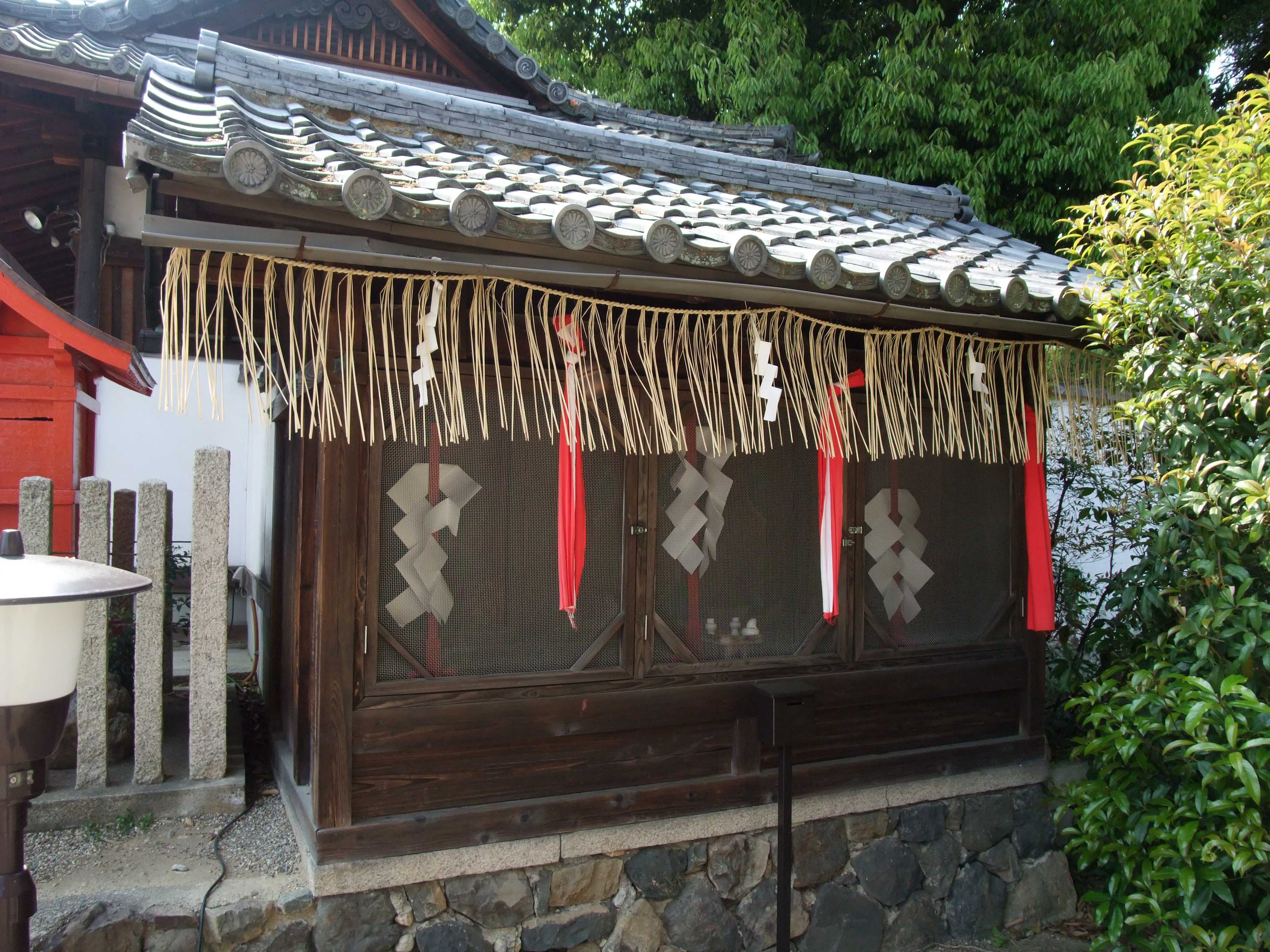
末社（三社）
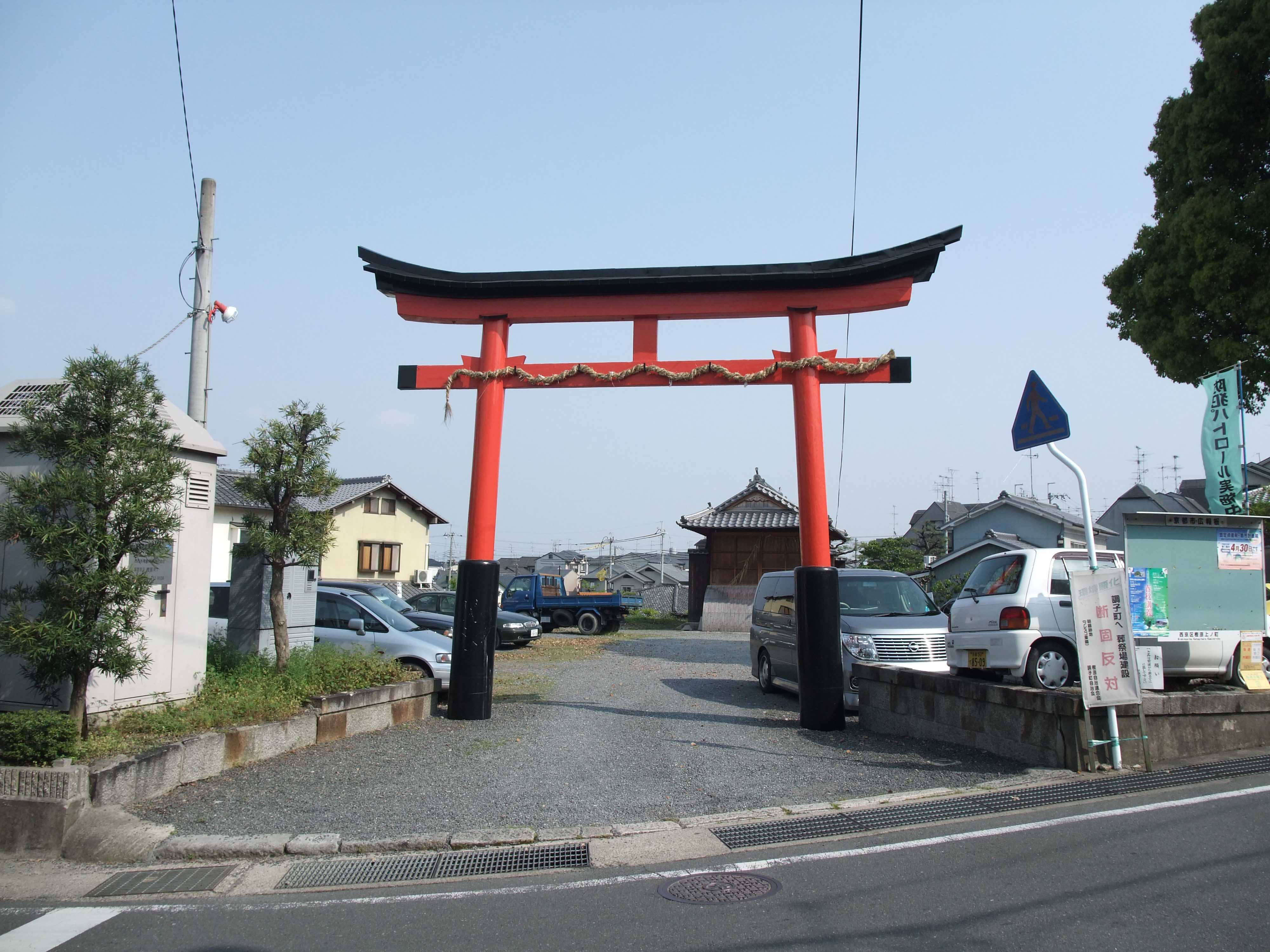
御旅所（境外社）
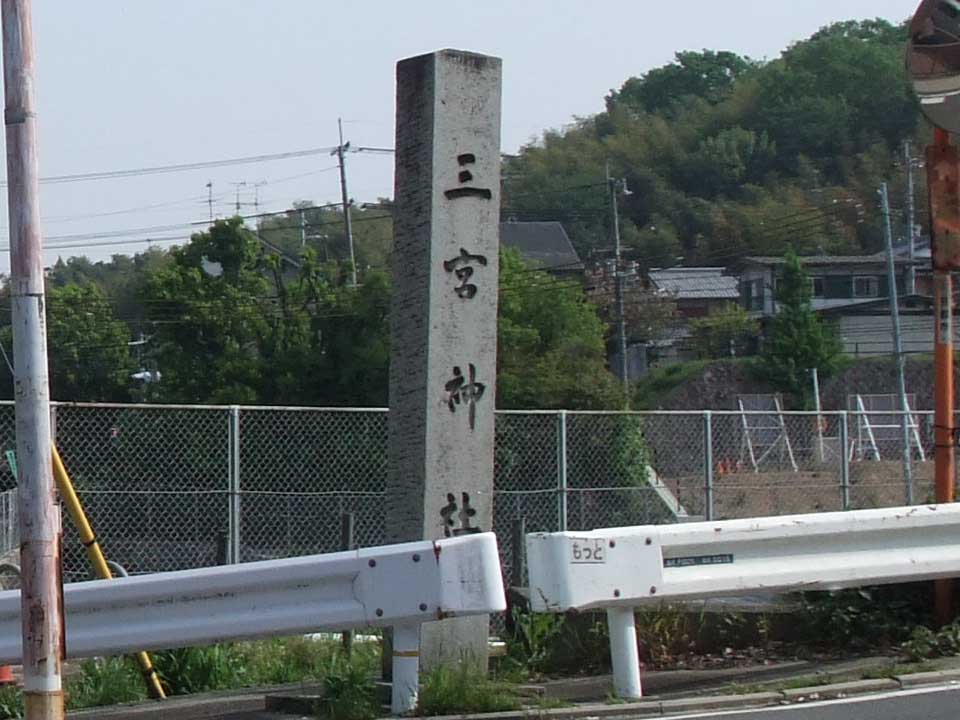
御旅所近くにある道標
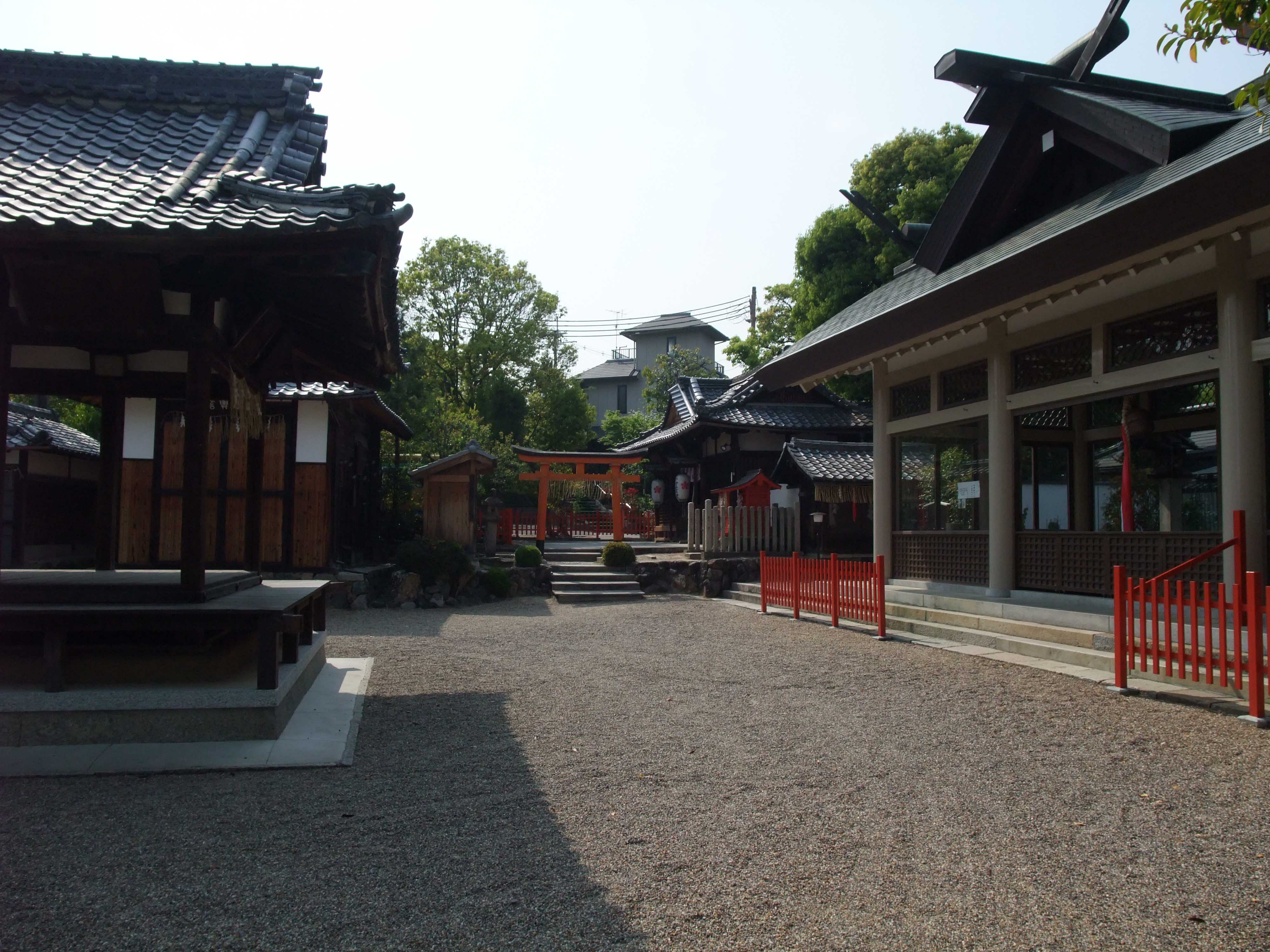
隣接する「三ノ宮天満宮」の入口（中央奥）
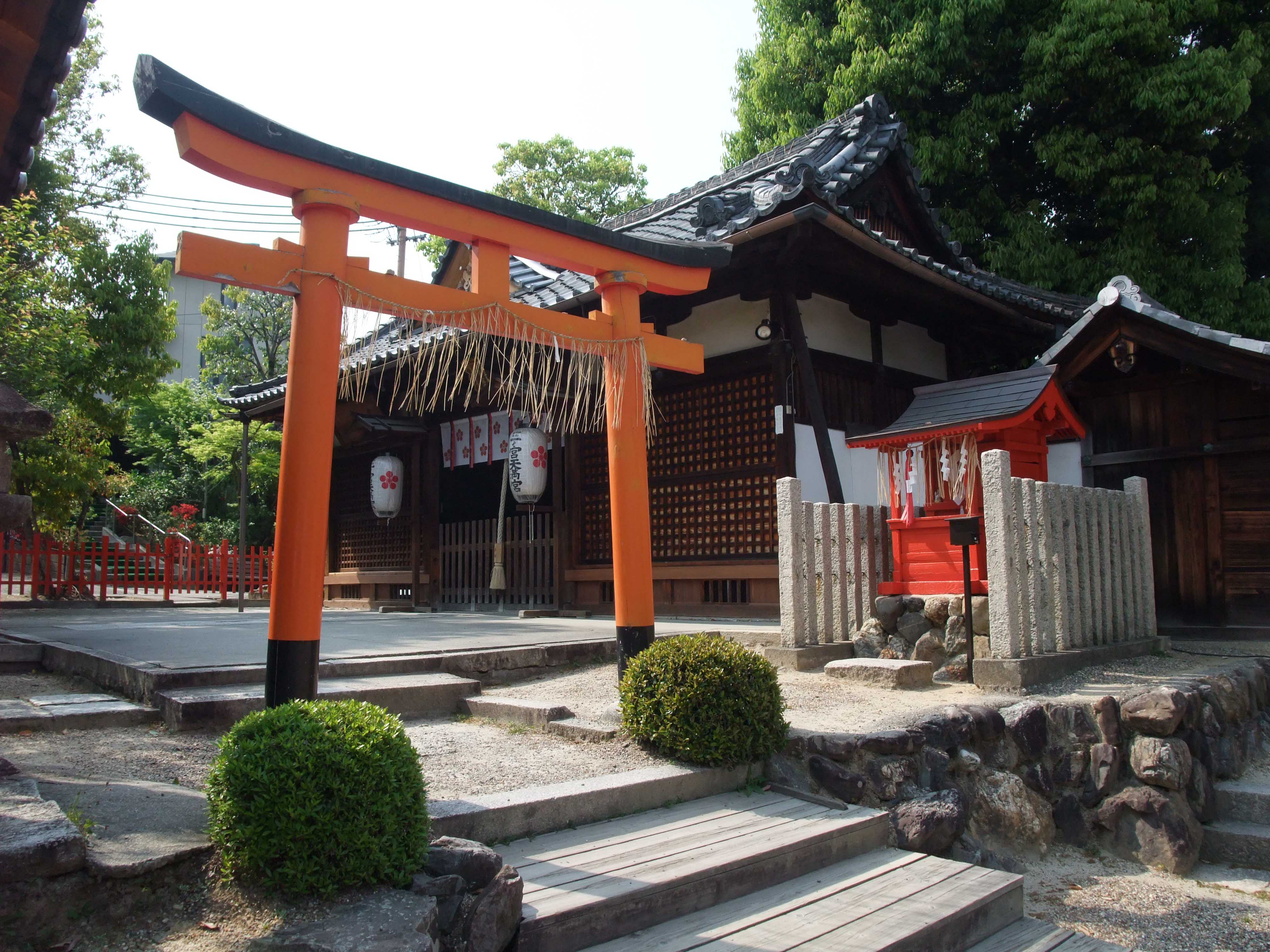
隣接する「三ノ宮天満宮」